# Lista över världens rikaste personer
Lista över världens rikaste personer avser oftast en lista som årligen publiceras av den amerikanska tidskriften Forbes.
Den rikaste personen genom tiderna anses vara Malirikets härskare Mansa Musa (cirka 1280–1337), som i 2018 års penningvärde skulle vara god för 400 miljarder amerikanska dollar.

## Lista över världens rikaste personer år 2025
Källa:  | Datum: 1 april 2025. 
Personernas ålder är fixerade till det utskrivna datumet.

### Världen
| Nr   |  | Namn                         | Förmögenhet              | Ålder | Nationalitet         | Källa till rikedom              |
| ---- |  | ---------------------------- | ------------------------ | ----- | -------------------- | ------------------------------- |
| 1 ▲  |  | Elon Musk                    | 342,0 miljarder dollar ▲ | 53    | Sydafrika Kanada USA | Space X Tesla                   |
| 2 ▲  |  | Mark Zuckerberg              | 216,0 miljarder dollar ▲ | 40    | USA                  | Facebook Meta Platforms         |
| 3 ▬  |  | Jeff Bezos                   | 215,0 miljarder dollar ▲ | 61    | USA                  | Amazon                          |
| 4 ▲  |  | Larry Ellison                | 192,0 miljarder dollar ▲ | 80    | USA                  | Oracle                          |
| 5 ▼  |  | Bernard Arnault              | 178,0 miljarder dollar ▼ | 75    | Frankrike            | LVMH                            |
| 6 ▬  |  | Warren Buffett               | 154,0 miljarder dollar ▲ | 94    | USA                  | Berkshire Hathaway              |
| 7 ▲  |  | Larry Page                   | 144,0 miljarder dollar ▲ | 52    | USA                  | Alphabet                        |
| 8 ▲  |  | Sergey Brin                  | 138,0 miljarder dollar ▲ | 51    | USA                  | Alphabet                        |
| 9 ▲  |  | Amancio Ortega               | 124,0 miljarder dollar ▲ | 89    | Spanien              | Inditex Zara                    |
| 10 ▼ |  | Steve Ballmer                | 118,0 miljarder dollar ▼ | 69    | USA                  | Microsoft                       |
| 11 ▲ |  | S. Robson Walton             | 110,0 miljarder dollar ▲ | 80    | USA                  | Walmart                         |
| 12 ▲ |  | Jim Walton                   | 109,0 miljarder dollar ▲ | 76    | USA                  | Walmart                         |
| 13 ▼ |  | Bill Gates                   | 108,0 miljarder dollar ▼ | 69    | USA                  | Microsoft                       |
| 14 ▼ |  | Michael Bloomberg            | 105,0 miljarder dollar ▼ | 83    | USA                  | Bloomberg                       |
| 15 ▲ |  | Alice Walton                 | 101,0 miljarder dollar ▲ | 75    | USA                  | Walmart                         |
| 16 ▲ |  | Jensen Huang                 | 98,7 miljarder dollar ▲  | 62    | USA                  | Nvidia                          |
| 17 ▼ |  | Michael Dell                 | 97,7 miljarder dollar ▲  | 60    | USA                  | Dell Technologies Dell          |
| 18 ▼ |  | Mukesh Ambani                | 92,5 miljarder dollar ▼  | 67    | Indien               | Reliance Industries             |
| 19 ▼ |  | Carlos Slim Helú             | 82,5 miljarder dollar ▼  | 85    | Mexiko               | América Móvil Grupo Carso       |
| 20 ▼ |  | Françoise Bettencourt Meyers | 81,6 miljarder dollar ▼  | 71    | Frankrike            | L'Oréal                         |
| 21 ▲ |  | Julia Koch                   | 74,2 miljarder dollar ▲  | 62    | USA                  | Koch Industries                 |
| 22 ▲ |  | Charles Koch                 | 62,9 miljarder dollar ▲  | 89    | USA                  | Koch Industries                 |
| 23 ▲ |  | Zhang Yiming                 | 65,5 miljarder dollar ▲  | 42    | Kina                 | Tiktok                          |
| 24 ▲ |  | Zhao Changpeng               | 62,9 miljarder dollar ▲  | 47–48 | Kina                 | Binance                         |
| 25 ▲ |  | Jeff Yass                    | 62,3 miljarder dollar ▼  | 66–67 | USA                  | Susquehanna International Group |

### Sverige
| Nr (Sverige) | Nr (Totalt) |  | Namn                    | Förmögenhet             | Ålder | Källa till rikedom    |
| ------------ | ----------- |  | ----------------------- | ----------------------- | ----- | --------------------- |
| 1 ▬          | 108 ▲       |  | Stefan Persson          | 18,6 miljarder dollar ▲ | 77    | Hennes & Mauritz      |
| 2 ▬          | 199 ▲       |  | Antonia Ax:son Johnson  | 12,0 miljarder dollar ▲ | 81    | Axel Johnsongruppen   |
| 3 ▲          | 213 ▲       |  | Martin Lorentzon        | 11,4 miljarder dollar ▲ | 56    | Tradedoubler Spotify  |
| 4 ▲          | 236 ▲       |  | Finn Rausing            | 10,7 miljarder dollar ▲ | 69    | Tetra Laval           |
| 4 ▲          | 236 ▲       |  | Jörn Rausing            | 10,7 miljarder dollar ▲ | 65    | Tetra Laval           |
| 4 ▲          | 236 ▲       |  | Kirsten Rausing         | 10,7 miljarder dollar ▲ | 72    | Tetra Laval           |
| 7 ▼          | 248 ▲       |  | Carl Bennet             | 10,6 miljarder dollar ▲ | 73    | Carl Bennet AB        |
| 8 ▼          | 382 ▼       |  | Fredrik Lundberg        | 8,0 miljarder dollar ▼  | 73    | L E Lundbergföretagen |
| 9 ▲          | 401 ▲       |  | Daniel Ek               | 7,8 miljarder dollar ▲  | 42    | Spotify               |
| 10 ▼         | 453 ▼       |  | Carl Douglas            | 7,2 miljarder dollar ▲  | 59    | Wasatornet            |
| 11 ▼         | 474 ▼       |  | Eric Douglas            | 7,0 miljarder dollar ▲  | 56    | Wasatornet            |
| 12 ▼         | 569 ▼       |  | Frederik Paulsen        | 6,1 miljarder dollar ▼  | 74    | Ferring               |
| 13 ▼         | 620 ▼       |  | Sofia Högberg Schörling | 5,7 miljarder dollar ▲  | 46    | Melker Schörling AB   |
| 13 ▼         | 620 ▼       |  | Märta Schörling Andreen | 5,7 miljarder dollar ▲  | 40    | Melker Schörling AB   |
| 15 ▲         | 887 ▲       |  | Roger Samuelsson        | 4,1 miljarder dollar ▲  | 61    | SHL Medical           |

## Lista över de personer som har varit världens rikaste personer sedan år 1987
Forbes började lista världens rikaste år 1987 och den här listan är enbart för den rikaste för varje år sedan dess.
| År   |                          | Namn              | Förmögenhet              | Förmögenhet (2025)     | Nationalitet         | Källa till rikedom        | Antal  |        |
| ---- | ------------------------ | ----------------- | ------------------------ | ---------------------- | -------------------- | ------------------------- | ------ | ------ |
| 1987 |                          | Yoshiaki Tsutsumi | 20,0 miljarder dollar ▬  | 56,2 miljarder dollar  | Japan                | Seibu Holdings            | 1      | [ 4 ]  |
| 1988 | 18,9 miljarder dollar ▼  | Yoshiaki Tsutsumi | 51,0 miljarder dollar    | 2                      | Japan                | Seibu Holdings            | [ 5 ]  |        |
| 1989 | 15,0 miljarder dollar ▼  | Yoshiaki Tsutsumi | 38,6 miljarder dollar    | 3                      | Japan                | Seibu Holdings            | [ 6 ]  |        |
| 1990 | 16,0 miljarder dollar ▲  | Yoshiaki Tsutsumi | 39,1 miljarder dollar    | 4                      | Japan                | Seibu Holdings            | [ 7 ]  |        |
| 1991 |                          | Taikichiro Mori   | 15,0 miljarder dollar ▬  | 35,1 miljarder dollar  | Japan                | Mori Building Company     | 1      | [ 8 ]  |
| 1992 | 13,0 miljarder dollar ▼  | Taikichiro Mori   | 29,6 miljarder dollar    | 2                      | Japan                | Mori Building Company     | [ 9 ]  |        |
| 1993 |                          | Yoshiaki Tsutsumi | 9,0 miljarder dollar ▬   | 19,9 miljarder dollar  | Japan                | Seibu Holdings            | 5      | [ 10 ] |
| 1994 | 8,5 miljarder dollar ▼   | Yoshiaki Tsutsumi | 18,3 miljarder dollar    | 6                      | Japan                | Seibu Holdings            | [ 11 ] |        |
| 1995 |                          | Bill Gates        | 12,9 miljarder dollar ▬  | 27,0 miljarder dollar  | USA                  | Microsoft                 | 1      | [ 12 ] |
| 1996 | 18,0 miljarder dollar ▲  | Bill Gates        | 36,6 miljarder dollar    | 2                      | USA                  | Microsoft                 | [ 13 ] |        |
| 1997 | 36,4 miljarder dollar ▲  | Bill Gates        | 72,4 miljarder dollar    | 3                      | USA                  | Microsoft                 | [ 14 ] |        |
| 1998 | 51,0 miljarder dollar ▲  | Bill Gates        | 99,8 miljarder dollar    | 4                      | USA                  | Microsoft                 | [ 15 ] |        |
| 1999 | 90,0 miljarder dollar ▲  | Bill Gates        | 172,4 miljarder dollar   | 5                      | USA                  | Microsoft                 | [ 16 ] |        |
| 2000 | 60,0 miljarder dollar ▼  | Bill Gates        | 111,2 miljarder dollar   | 6                      | USA                  | Microsoft                 | [ 17 ] |        |
| 2001 | 58,7 miljarder dollar ▼  | Bill Gates        | 105,8 miljarder dollar   | 7                      | USA                  | Microsoft                 | [ 18 ] |        |
| 2002 | 52,8 miljarder dollar ▼  | Bill Gates        | 93,4 miljarder dollar    | 8                      | USA                  | Microsoft                 | [ 19 ] |        |
| 2003 | 41,0 miljarder dollar ▼  | Bill Gates        | 71,1 miljarder dollar    | 9                      | USA                  | Microsoft                 | [ 20 ] |        |
| 2004 | 46,6 miljarder dollar ▲  | Bill Gates        | 78,7 miljarder dollar    | 10                     | USA                  | Microsoft                 | [ 21 ] |        |
| 2005 | 46,5 miljarder dollar ▼  | Bill Gates        | 76,0 miljarder dollar    | 11                     | USA                  | Microsoft                 | [ 22 ] |        |
| 2006 | 50,0 miljarder dollar ▲  | Bill Gates        | 79,1 miljarder dollar    | 12                     | USA                  | Microsoft                 | [ 23 ] |        |
| 2007 | 56,0 miljarder dollar ▲  | Bill Gates        | 86,2 miljarder dollar    | 13                     | USA                  | Microsoft                 | [ 24 ] |        |
| 2008 |                          | Warren Buffett    | 62,0 miljarder dollar ▬  | 91,9 miljarder dollar  | USA                  | Berkshire Hathaway        | 1      | [ 25 ] |
| 2009 |                          | Bill Gates        | 40,0 miljarder dollar ▬  | 59,5 miljarder dollar  | USA                  | Microsoft                 | 14     | [ 26 ] |
| 2010 |                          | Carlos Slim Helú  | 53,5 miljarder dollar ▬  | 78,3 miljarder dollar  | Mexiko               | América Móvil Grupo Carso | 1      | [ 27 ] |
| 2011 | 74,0 miljarder dollar ▲  | Carlos Slim Helú  | 105,0 miljarder dollar   | 2                      | Mexiko               | América Móvil Grupo Carso | [ 28 ] |        |
| 2012 | 69,0 miljarder dollar ▼  | Carlos Slim Helú  | 95,9 miljarder dollar    | 3                      | Mexiko               | América Móvil Grupo Carso | [ 29 ] |        |
| 2013 | 73,0 miljarder dollar ▲  | Carlos Slim Helú  | 100,0 miljarder dollar   | 4                      | Mexiko               | América Móvil Grupo Carso | [ 30 ] |        |
| 2014 |                          | Bill Gates        | 76,0 miljarder dollar ▬  | 102,4 miljarder dollar | USA                  | Microsoft                 | 15     | [ 31 ] |
| 2015 | 79,0 miljarder dollar ▲  | Bill Gates        | 106,4 miljarder dollar   | 16                     | USA                  | Microsoft                 | [ 32 ] |        |
| 2016 | 75,0 miljarder dollar ▼  | Bill Gates        | 99,7 miljarder dollar    | 17                     | USA                  | Microsoft                 | [ 33 ] |        |
| 2017 | 86,0 miljarder dollar ▲  | Bill Gates        | 111,9 miljarder dollar   | 18                     | USA                  | Microsoft                 | [ 34 ] |        |
| 2018 |                          | Jeff Bezos        | 112,0 miljarder dollar ▬ | 142,3 miljarder dollar | USA                  | Amazon                    | 1      | [ 35 ] |
| 2019 | 131,0 miljarder dollar ▲ | Jeff Bezos        | 163,5 miljarder dollar   | 2                      | USA                  | Amazon                    | [ 36 ] |        |
| 2020 | 113,0 miljarder dollar ▼ | Jeff Bezos        | 139,3 miljarder dollar   | 3                      | USA                  | Amazon                    | [ 37 ] |        |
| 2021 | 177,0 miljarder dollar ▲ | Jeff Bezos        | 208,4 miljarder dollar   | 4                      | USA                  | Amazon                    | [ 38 ] |        |
| 2022 |                          | Elon Musk         | 219,0 miljarder dollar ▬ | 238,8 miljarder dollar | USA Kanada Sydafrika | Space X Tesla             | 1      | [ 39 ] |
| 2023 |                          | Bernard Arnault   | 211,0 miljarder dollar ▬ | 221,0 miljarder dollar | Frankrike            | LVMH                      | 1      | [ 40 ] |
| 2024 | 233,0 miljarder dollar ▲ | Bernard Arnault   | 237,0 miljarder dollar   | 2                      | Frankrike            | LVMH                      | [ 41 ] |        |
| 2025 |                          | Elon Musk         | 342,0 miljarder dollar ▬ |                        | USA Kanada Sydafrika | Space X Tesla             | 2      | [ 42 ] |